# Grijze boswinterkoning
De grijze boswinterkoning (Henicorhina leucophrys) is een zangvogel uit de familie Troglodytidae (Winterkoningen).

## Verspreiding en leefgebied
Deze soort telt 17 ondersoorten:
- H. l. minuscula: westelijk Mexico.
- H. l. festiva: zuidwestelijk Mexico.
- H. l. mexicana: oostelijk Mexico.
- H. l. castanea: uiterst zuidelijk Mexico en noordelijk Guatemala.
- H. l. capitalis: zuidelijk Mexico en westelijk Guatemala.
- H. l. composita: El Salvador, Honduras en noordwestelijk Nicaragua.
- H. l. collina: Costa Rica en Panama.
- H. l. bangsi: Sierra Nevada de Santa Marta onder de 600 m (noordelijk Colombia).
- H. l. manastarae: Serranía del Perijá (noordoostelijk Colombia en noordwestelijk Venezuela).
- H. l. sanluisensis: Falcón (noordwestelijk Venezuela).
- H. l. venezuelensis: noordelijk Venezuela.
- H. l. meridana: van Trujillo tot noordelijk Táchira (noordwestelijk en westelijk Venezuela).
- H. l. tamae: zuidwestelijk Táchira (westelijk Venezuela) en het noordelijke deel van Centraal-Colombia.
- H. l. brunneiceps: westelijk Colombia en noordwestelijk Ecuador.
- H. l. hilaris: zuidwestelijk Ecuador.
- H. l. leucophrys: centraal Colombia, centraal en oostelijk Ecuador en Peru.
- H. l. boliviana: westelijk Bolivia.